# Estadio Al Kuwait Sports Club
El Estadio Al Kuwait Sports Club, es un estadio de usos múltiples en Kuwait City, Kuwait. En la actualidad se utiliza sobre todo para los partidos de fútbol, donde juega el Al Kuwait Kaifan club de la Liga Premier de Kuwait. El estadio tiene una capacidad de 18 500 espectadores.
El estadio es regularmente utilizado para partidos amistosos y de clasificatorias mundialistas de la Selección de fútbol de Kuwait. El estadio es sede también de la final de la Copa del Emir de Kuwait y de la Copa de la Corona de Kuwait.